# Municipio de Tiber
El municipio de Tiber (en inglés: Tiber Township) es un municipio ubicado en el condado de Walsh en el estado estadounidense de Dakota del Norte. En el año 2010 tenía una población de 72 habitantes y una densidad poblacional de 0,77 personas por km².

## Geografía
El municipio de Tiber se encuentra ubicado en las coordenadas 48°30′12″N 97°58′54″O / 48.50333, -97.98167. Según la Oficina del Censo de los Estados Unidos, el municipio tiene una superficie total de 92.98 km², de la cual 92,73 km² corresponden a tierra firme y (0,26 %) 0,24 km² es agua.

## Demografía
Según el censo de 2010, había 72 personas residiendo en el municipio de Tiber. La densidad de población era de 0,77 hab./km². De los 72 habitantes, el municipio de Tiber estaba compuesto por el 100 % blancos. Del total de la población el 0 % eran hispanos o latinos de cualquier raza.